# Oskar Hoffmann (Politiker, 1877)

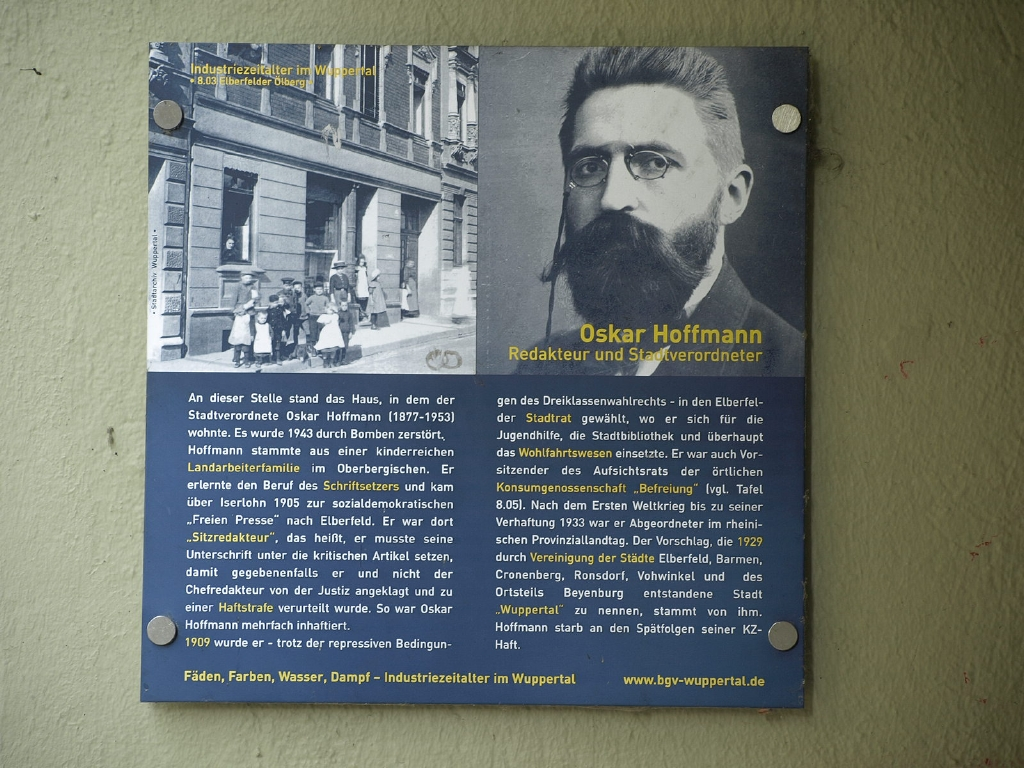
Oskar Hoffmann, Hinweistafel an seinem Wohnhaus

Oskar Hoffmann (* 4. Juli 1877 in Rospe; † 3. Februar 1953 in Wuppertal) war ein deutscher Politiker (SPD, USPD, KPD). Von ihm stammt der Vorschlag, die 1929 gebildete Stadt Barmen-Elberfeld in Wuppertal umzubenennen.

## Leben

### 1877–1918
Hoffmann entstammte einer Landarbeiterfamilie. Nach Besuch der Volksschule machte er eine Lehre als Buchdrucker und trat 1896 der Gewerkschaft der Buchdrucker bei, 1898 wurde er Mitglied der SPD. Nach Abschluss der Lehre begab er sich nach Iserlohn, wo er in die Dienste seiner Partei trat. Im Juli 1905 wechselte er als Redakteur der sozialdemokratischen Freien Presse nach Elberfeld. Seine scharfe Kritik an den städtischen Behörden, die einen Umzug zum 1. Mai 1906 nicht genehmigten, brachte ihm wegen öffentlicher Beleidigung eine einmonatige Gefängnisstrafe ein. Im August 1912 wurde sein Sohn Ernst Hoffmann geboren. Als entschiedener Gegner des Ersten Weltkriegs schloss sich Hoffmann im Jahr 1917 bei der Spaltung der SPD der USPD an. Aufgrund seiner entschiedenen Antikriegs-Haltung wurde er wegen antimilitaristischer Agitation angeklagt, freigesprochen, aber kurze Zeit später zum Wehrdienst eingezogen und an die Ostfront geschickt. Nach Ausbruch der Novemberrevolution 1918 wurde Hoffmann in den Soldatenrat und durch diesen zum Kommandeur seines Regiments gewählt, das er nach Deutschland zurückführte.

### 1918–1933
Hoffmanns Blatt, die immer noch SPD-eigene Freie Presse, wurde nach dem Krieg das offizielle Organ des „Provisorischen Arbeiter- und Soldatenrats“ von Elberfeld und Barmen. Hoffmann erfüllte in dieser Zeit die Funktion eines Zensors des bürgerlichen General-Anzeigers. Als die USPD mit der Volkstribüne ein eigenes Presseorgan gründete, wechselte Hoffmann in deren Redaktion. Außerdem beteiligte er sich als Redner auf Sitzungen des Arbeiter- und Soldatenrats und auf Kundgebungen. 1921 wurde Hoffmann in den Provinziallandtag der preußischen Rheinprovinz gewählt, dem er bis 1933 angehörte. Gleichzeitig war er Stadtverordneter im Rat Elberfelds, ab 1929 im Rat der neu entstandenen Stadt Barmen-Elberfeld. Als sich 1922 die beiden sozialdemokratischen Parteien wieder vereinten, wechselte Hoffmann zurück zur SPD und wurde erneut Redakteur der Freien Presse.
Für die SPD-Fraktion brachte Hoffmann am 20. Dezember 1929 den Antrag auf Umbenennung der neuen Stadt in Wuppertal ein, dem nach längerer Debatte stattgegeben wurde. Mit seinem ursprünglichen Vorschlag Engelsstadt hatte Hoffmann sich in seiner Fraktion nicht durchsetzen können, inspiriert von den „Briefen aus dem Wuppertal“ (1839) von Friedrich Engels kam er nach eigenem Bekunden dann auf den im Januar 1930 vom preußischen Staat bestätigten Namen.

### 1933–1945
Am 12. März 1933 wurde Hoffmann erneut in den Wuppertaler Stadtrat gewählt. Nachdem er sich in der konstituierenden Sitzung des Rats in der Abstimmung zur Verleihung der Ehrenbürgerwürde an Paul von Hindenburg und Adolf Hitler demonstrativ enthalten hatte, versuchten Angehörige der SA, ihn zu verhaften, was seine mutig dazwischengehende Frau Eugenie, geb. Winner, zunächst verhindern konnte. Im Juli 1933 wurde er für einige Zeit im KZ Kemna gefangengehalten und war dort schwerer körperlicher und psychischer Misshandlung seitens der SA ausgesetzt. Die Zeit des Nationalsozialismus verbrachte der mit Berufsverbot belegte Hoffmann in Armut und unter Bewachung durch die Gestapo, traf sich aber regelmäßig mit politischen Freunden in der Wohnung von Hermann Herberts, der im selben Haus wohnte wie der Ortsgruppenleiter der NSDAP, der diese Treffen deckte.
Beim Bombenangriff vom 25. Juni 1943 wurde Hoffmanns Wohnhaus zerstört, Hoffmanns gesamter Besitz verbrannte. Hierauf wurde die Familie nach Mecklenburg umgesiedelt.

### 1945–1953
Nach Kriegsende trat Hoffmann im Januar 1946 in die neu gegründete SPD in Ziegendorf ein, die sich in der Sowjetischen Besatzungszone im April desselben Jahres mit der KPD zur SED zusammenschloss. Im Juni kehrte Hoffmann nach Wuppertal zurück, wo ihm der Unterbarmer Parteisekretär wegen seines Engagements für die Zwangsvereinigung mit der KPD die Mitgliedschaft in der SPD verweigerte. Am 8. November 1948 schließlich trat Hoffmann der westdeutschen KPD bei. Für die KPD rückte er 1947 in den nordrhein-westfälischen Landtag nach und gehörte dem Parlament bis 1950 an. 1948 wurde er erneut in den Wuppertaler Stadtrat gewählt, dem er bis zu seinem Tod 1953 angehörte.

## Ehrungen
- Nach Oskar Hoffmann wurde die Oskar-Hoffmann-Treppe in Wuppertal benannt.[1]